# غلين بيجل
غلين بيجل (بالهولندية: Glenn Bijl)‏ (13 يوليو 1995 بستادسكانال في هولندا - ) هو لاعب كرة قدم هولندي في مركز الدفاع. لعب مع نادي غرونينغن.

## روابط خارجية
- غلين بيجل على موقع قاعدة بيانات كرة القدم.إي يو (الإنجليزية)
- غلين بيجل على موقع Soccerway.com (الإنجليزية)
- غلين بيجل على موقع عالم كرة القدم.نت (الإنجليزية)
- غلين بيجل على موقع AS.com (الإسبانية)